# Eumichtis anniballela
Eumichtis anniballela là một loài bướm đêm trong họ Noctuidae.